# Phare d'Inisheer
Le phare d'Inisheer est situé sur la côte sud d'Inisheer, une des îles d'Aran en Irlande. Il guide l'entrée du port dans la baie de Galway

## Histoire
L'Administration portuaire de Galway (Galway Harbour Commissioners) a demandé la construction d'un nouveau phare dans les îles d'Aran car le vieux phare d'Inishmore ne répondait plus aux exigences de signalisation de l'entrée de la baie et du port de Galway. Il a été remplacé par la construction de deux phares, l'un sur l'île d'Inisheer et l'autre dans la partie nord de l'île d'Inishmore, le phare d'Eeragh. La conception des deux phares a été faite par l'ingénieur George Halpin inaugurant sa construction en 1853.
Le phare a été mis en fonction le 1er décembre 1857, à l'arrêt de celui d'Inishmore. Il a été le premier phare à émettre un feu fixe blanc et un feu rouge de secteur. Le 31 janvier 1913, il a été installé une lampe à incandescence à la paraffine, avec comme nouvelle caractéristique un feu isophase de 20 secondes, soit 10 secondes d'éclairage et 10 secondes de dissimulation.
Le 31 mars 1978 il a été automatisé et électrifié, gardant son optique de 1913 alimenté par trois générateurs diesel. Il est radio-piloté par un gardien de phare se trouvant à deux kilomètres de celui-c.